# Paul Wild
| Asteroizi descoperiți: 94 | Asteroizi descoperiți: 94 |
| ------------------------- | ------------------------- |
| 1657 Roemera              | 6 martie 1961             |
| 1687 Glarona              | 19 septembrie 1965        |
| 1748 Mauderli             | 7 septembrie 1966         |
| 1768 Appenzella           | 23 septembrie 1965        |
| 1773 Rumpelstilz          | 17 aprilie 1968           |
| 1775 Zimmerwald           | 13 mai 1969               |
| 1803 Zwicky               | 6 februarie 1967          |
| 1830 Pogson               | 17 aprilie 1968           |
| 1831 Nicholson            | 17 aprilie 1968           |
| 1838 Ursa                 | 20 octombrie 1971         |
| 1839 Ragazza              | 20 octombrie 1971         |
| 1844 Susilva              | 30 octombrie 1972         |
| 1845 Helewalda            | 30 octombrie 1972         |
| 1860 Barbarossa           | 28 septembrie 1973        |
| 1866 Sisyphus             | 5 decembrie 1972          |
| 1891 Gondola              | 11 septembrie 1969        |
| 1892 Lucienne             | 16 septembrie 1971        |
| 1893 Jakoba               | 20 octombrie 1971         |
| 1906 Naef                 | 5 septembrie 1972         |
| 1911 Schubart             | 25 octombrie 1973         |
| 1935 Lucerna              | 2 septembrie 1973         |
| 1936 Lugano               | 24 noiembrie 1973         |
| 1937 Locarno              | 19 decembrie 1973         |
| 1938 Lausanna             | 19 aprilie 1974           |
| 1960 Guisan               | 25 octombrie 1973         |
| 1961 Dufour               | 19 noiembrie 1973         |
| 1962 Dunant               | 24 noiembrie 1973         |
| 2001 Einstein             | 5 martie 1973             |
| 2005 Hencke               | 2 septembrie 1973         |
| 2029 Binomi               | 11 septembrie 1969        |
| 2033 Basilea              | 6 februarie 1973          |
| 2034 Bernoulli            | 5 martie 1973             |
| 2037 Tripaxeptalis        | 25 octombrie 1973         |
| 2038 Bistro               | 24 noiembrie 1973         |
| 2040 Chalonge             | 19 aprilie 1974           |
| 2080 Jihlava              | 27 februarie 1976         |
| 2081 Sázava               | 27 februarie 1976         |
| 2087 Kochera              | 28 decembrie 1975         |
| 2088 Sahlia               | 27 februarie 1976         |
| 2129 Cosicosi             | 27 septembrie 1973        |
| 2138 Swissair             | 17 aprilie 1968           |
| 2151 Hadwiger             | 3 noiembrie 1977          |
| 2152 Hannibal             | 19 noiembrie 1978         |
| 2175 Andrea Doria         | 12 octombrie 1977         |
| 2218 Wotho                | 10 ianuarie 1975          |
| 2229 Mezzarco             | 7 septembrie 1977         |
| 2239 Paracelsus           | 13 septembrie 1978        |
| 2262 Mitidika             | 10 septembrie 1978        |
| 2303 Retsina              | 24 martie 1979            |
| 2320 Blarney              | 29 august 1979            |
| 2337 Boubín               | 22 octombrie 1976         |
| 2353 Alva                 | 27 octombrie 1975         |
| 2368 Beltrovata           | 4 septembrie 1977         |
| 2429 Schürer              | 12 octombrie 1977         |
| 2481 Bürgi                | 18 octombrie 1977         |
| 2517 Orma                 | 28 septembrie 1968        |
| 2521 Heidi                | 28 februarie 1979         |
| 2565 Grögler              | 12 octombrie 1977         |
| 2731 Cucula               | 21 mai 1982               |
| 2843 Yeti                 | 7 decembrie 1975          |
| 2868 Upupa                | 30 octombrie 1972         |
| 2914 Glärnisch            | 19 septembrie 1965        |
| 2950 Rousseau             | 9 noiembrie 1974          |
| 2970 Pestalozzi           | 27 octombrie 1978         |
| 2989 Imago                | 22 octombrie 1976         |
| 3021 Lucubratio           | 6 februarie 1967          |
| 3026 Sarastro             | 12 octombrie 1977         |
| 3060 Delcano              | 12 septembrie 1982        |
| 3258 Somnium              | 8 septembrie 1983         |
| 3329 Golay                | 12 septembrie 1985        |
| 3468 Urgenta              | 7 ianuarie 1975           |
| 3491 Fridolin             | 30 septembrie 1984        |
| 3552 Don Quixote          | 26 septembrie 1983        |
| 3582 Cyrano               | 2 octombrie 1986          |
| 3928 Randa                | 4 august 1981             |
| 4323 Hortulus             | 27 august 1981            |
| 4471 Graculus             | 8 noiembrie 1978          |
| 5369 Virgiugum            | 22 septembrie 1985        |
| 5708 Melancholia          | 12 octombrie 1977         |
| 5710 Silentium            | 18 octombrie 1977         |
| 5986 Xenophon             | 2 octombrie 1969          |
| 6475 Refugium             | 29 septembrie 1987        |
| 6620 Peregrina            | 25 octombrie 1973         |
| 7081 Ludibunda            | 30 august 1987            |
| 8061 Gaudium              | 27 octombrie 1975         |
| (9149) 1977 TD1           | 12 octombrie 1977         |
| (9302) 1985 TB3           | 12 octombrie 1985         |
| 9711 Želetava [1]         | 7 august 1972             |
| 9716 Severina             | 27 octombrie 1975         |
| (10488) 1985 RS1          | 12 septembrie 1985        |
| 13025 Zürich              | 28 ianuarie 1989          |
| 14826 Nicollier           | 16 septembrie 1985        |
| (16415) 1987 QE7          | 21 august 1987            |
| 19251 Totziens            | 3 septembrie 1994         |
| 1. 1 cu I. Bauersima      |                           |

Paul Wild (pronunțat vilt) (n.  5 octombrie 1925 – d. 2 iulie 2014, Berna, Elveția) a fost  un astronom elvețian care a descoperit mai multe comete și supernove și numeroși asteroizi. Nu trebuie confundat cu radioastronomul australian en:John Paul Wild.

## Istorie
A fost director al Institutului de Astronomie al Universității din Berna din 1980 până în 1991. Și-a efectuat observațiile la Observatorul Zimmerwald.
Profesorul Wild a descoperit mai multe comete, între care cometele periodice 63P/Wild, 81P/Wild, 86P/Wild și 116P/Wild. A lucrat cu Fritz Zwicky.
A descoperit și un mare număr de asteroizi, între care asteroidul Apollo 1866 Sisyphus și asteroizii Amor 2368 Beltrovata și 3552 Don Quixote.
Astronomul Wild a descoperit 41 de supernove (plus 8 codescoperiri), începând cu SN 1954A și terminând cu SN 1994M.

## Omagieri
- Asteroidul 1941 Wild îi poartă numele.